# Madoqua piacentinii
El dicdic de Piacentini (Madoqua piacentinii) es un pequeño antílope perteneciente a la familia Bovidae. Se encuentra en la región del Cuerno de África, principalmente en la parte costera de Somalia. Los adultos miden hasta 50 cm de largo y pesan hasta 3 kg. Este animal tiene la cabeza parcialmente gris-plateada y parcialmente rojo marrón, una cola de 3-4 cm de largo y las orejas y las patas más oscuras. Se cree que su población está en declive.